# Віва Марія!
«Віва Марія!» (фр. Viva Maria!) — французький пригодницький кінофільм режисера Луї Маля з Бріжіт Бардо й Жанною Моро в головних ролях. Знято в Мексиці.
Бардо й Моро разом номінувалися на премію Британської кіноакадемії БАФТА у категорії «найкраща іноземна акторка». Перемогла Жанна Моро.
У США фільм став об'єктом двох судових розглядів з приводу цензури, що привело до встановлення системи рейтингів MPAA.

## Сюжет
Дія фільму розгортається у Центральній Америці на початку 20 століття. Марія (Бріжит Бардо) з дитинства допомагала своєму батькові, ірландському заколотникові, проводити усілякі диверсії. Після загибелі батька під час вибуху моста, вона проникає в табір циркових артистів і намагається пограбувати артистку водевілю (Жанна Моро), теж Марію, у її вагончику. Але в підсумку вони здружуються, і друга Марія вирішує зробити першу своєю партнеркою на сцені. Під час першого ж виступу з першої Марії випадково спадає спідниця, — обидві починають імпровізовано скидати із себе одяг і в такий спосіб винаходять стриптиз. Дует двох Марій стає дуже популярним. Під час переїзду цирка в інше місто друга Марія зустрічає лідера революціонерів Флореса і закохується в нього. Коли його смертельно ранять, він просить Марію пообіцяти йому продовжити його справу. Дві жінки очолюють революційний рух і починають боротися проти місцевих диктаторів. Завдяки обізнаності зі зброєю й піротехнікою першої Марії й харизмі другої вони перемагають й стають національними героїнями.

## У ролях
- Бріжіт Бардо — перша Марія
- Жанна Моро — друга Марія
- Джордж Гамільтон — Флорес
- Полет Дюбо — мадам Діоген
- Клаудіо Брук — Великий Родольфо
- Карлос Лопес Моктесума — Родрігес
- Полдо Бенданді — Вертер
- Грегор фон Реццорі — Діоген
- Франсіско Рейгера — священник
- Адріана Роель — Жанін
- Хосе Анхель Еспіноса — Диктатор Сан-Мігеля
- Роберто Педрет — Пабло
- Джонатан Еден — Хуаніто Діоген